# Mariska Hargitay
Mariska Magdolna Hargitay (født 23. januar 1964) er en amerikansk skuespillerinde, som er bedst kendt for sin rolle som kriminalbetjent Olivia Benson i serien Law & Order: Special Victims Unit. 
Hun er datter af skuespillerinden Jayne Mansfield og bodybuilderen Mickey Hargitay. Hun havde sin filmdebut i filmen Ghoulies i 1985 og sin tv-debut i dramaserien Downtown et år senere i 1986. Hun havde adskillige roller i film og tv-serier gennem 1980'erne og 1990'erne, inden hun fik rollen som Olivia Benson i 1999. Den rolle inspirerede hende senere til at starte The Joyful Heart Foundation, hvis opgave er at hjælpe folk, der har været udsat for seksuelle overgreb.

## Barndom
Mariska blev født på Saint John's Health Center i Santa Monica, Californien af forældrene Jayne Mansfield og Mickey Hargitay. Hun har to storebrødre, Mickey jr. og Zoltan, og tre halvsøskende, Jayne Marie Mansfield og Tony Cimber, fra hendes mors side og Tina Hargitay fra hendes fars side. Hendes mor, Jayne Mansfield, blev dræbt i en bilulykke, da Mariska var 3 år gammel. Mariska og hendes to brødre var også i bilen da ulykken skete, men de overlevede alle tre. Hun blev opdraget i den romerskkatolske tro.

## Karriere
Mariska blev Miss Beverly Hills USA i 1982. Hun debuterede i filmen Ghoulies i 1985. Året efter havde hun sin tv-debut i serien Downtown. I 1988 fik hun en tilbagevendende gæsterolle i sæbeoperaen Falcon Crest. I 1992 spillede hun rollen som politibetjenten Angela Garcia i tv-serien Tequila and Bonetti. I 1997 spillede hun både rollen som detektiv Nina Echeverria i dramaserien Prince Street og rollen som Cynthia Hooper i den fjerde sæson af Skadestuen.

### Law & Order: Special Victims Unit
I 1999 blev Mariska Hargitay castet som kriminalbetjent Olivia Benson i krimiserien Law & Order: Special Victims Unit. Hun blev castet sammen med Chris Meloni, som skulle spille kriminalbetjent Elliot Stabler. Seriens producer Dick Wolf sagde at de havde kemi fra første gang han så dem. Mariska blev oplært som en rådgiver for voldtægtsofre for at forberede sig på sin rolle i serien.
I 2006 tog Mariska barselsorlov og blev midlertidigt erstattet af den danske skuespillerinde Connie Nielsen. 
I maj 2009 efter den tiende sæson, udløb Hargitays og Melonis kontrakter. Det siges, at de tjente $375.000-$385.000 per episode. De fornyede begge deres kontrakter, men efter den tolvte sæson forlod Chris Meloni serien efter der var uenigheder med hans kontraktforhandling. Mariska forsatte i sin rolle som kriminalbetjent Benson og det siges, at hun tjente $400.000-$500.000 per episode i seriens fjortende sæson. Serien er lige nu i dens 18. sæson.

## Privatliv
Mariska kan tale engelsk, ungarsk, fransk, spansk og italiensk, som hun tit har brugt i Law & Order: Special Victims Unit når hun skulle tale med folk der ikke kunne engelsk. Hun blev gift med skuespilleren Peter Hermann den 28. august 2004. Den 28. juni 2006 fødte hun sin første søn, August Miklos Friedrich Hermann, ved kejsersnit. Senere har hun adopteret Amaya Josephine i april 2011 og Andrew Nicolas Hargitay Hermann i oktober 2011.

### Helbredsproblemer
I december 2008 led Mariska af en kollapset lunge efter at hun faldt under optagelserne af en episode af Law & Order: Special Victims Unit . 

## Velgørenhedsarbejde
Mariska startede The Joyful Heart Foundation efter hun blev inspireret af sin rolle som kriminalbetjent Olivia Benson. The Joyful Heart Foundtations mål er at hjælpe folk der har oplevet seksuelle overgreb, vold eller børnemishandling. Den har hjulpet 5000 kvinder og børn ved hjælp af ophold i New York, Los Angeles og Hawaii som består af yoga, meditation, massage og dagbogsføring.

## Filmografi

### Fjernsyn
| År         | Titel                                | Rolle                         | Notater                                                          |
| ---------- | ------------------------------------ | ----------------------------- | ---------------------------------------------------------------- |
| 1986       | Downtown                             | Jesse Smith                   |                                                                  |
| 1988       | In the Heat of the Night             | Audine Higgs                  | Episode: "...And Then You Die"                                   |
| 1988       | Freddy's Nightmares                  | Marsha Wildmon                | Episode: "Freddy's Tricks and Treats"                            |
| 1988       | Falcon Crest                         | Carly Fixx                    |                                                                  |
| 1989       | Finish Line                          | Lisa Karsh                    | Television film                                                  |
| 1989       | Baywatch                             | Lisa Peters                   | Episode: "Second Wave"                                           |
| 1990       | Wiseguy                              | Debbie Vitale                 | Episode: "Romp"                                                  |
| 1990       | Thirtysomething                      | Courtney Dunn                 | Episode: "Fathers and Lovers"                                    |
| 1990       | Booker                               | Michelle Larkina              | Episode: "Black Diamond Run"                                     |
| 1992       | Tequila and Bonetti                  | Officer Angela Garcia         |                                                                  |
| 1992       | Grapevine                            | Katie                         | Episode: "The Katie and Adam Story"                              |
| 1993       | Hotel Room                           | Diane                         | Episode: "Getting Rid of Robert" Episode: "Blackout"             |
| 1993       | Blind Side                           | Melanie                       | Television film                                                  |
| 1993       | Key West                             | Laurel                        | Episode: "Less Moonlight"                                        |
| 1993       | Seinfeld                             | Melissa Shannon               | Episode: "The Pilot"                                             |
| 1994       | Gambler V: Playing for Keeps         | Etta Place                    | Television film                                                  |
| 1995       | All-American Girl                    | Jane                          | Episode: "Young Americans"                                       |
| 1995       | Can't Hurry Love                     | Didi Edelstein                |                                                                  |
| 1996       | Ellen                                | Dara                          | Episode: "The Mugging"                                           |
| 1996       | The Single Guy                       | Kate Conklin/The Mounted Cop  | Episode: "Mounted Cop" Episode: "Kept Man" Episode: "The Virgin" |
| 1997       | Night Sins                           | Paige Price                   | Television film                                                  |
| 1997       | Prince Street                        | Det. Nina Echeverria          |                                                                  |
| 1997       | Cracker                              | Det. Penny Hatfield           | Episode: "True Romance 1"                                        |
| 1997       | The Advocate's Devil                 | Rendi                         | Tv-film                                                          |
| 1997–98    | Skadestuen                           | Cynthia Hooper                | 13 episoder                                                      |
| 1999–nu    | Law & Order: Special Victims Unit    | Kriminalbetjent Olivia Benson | Hovedrolle                                                       |
| 2000, 2005 | Law & Order                          | Kriminalbetjent Olivia Benson | Episode: "Entitled" Episode: "Fools For Love" Episode: "Flaw"    |
| 2004       | Plain Truth                          | Ellie Harrison                | Tv-film                                                          |
| 2005       | Law & Order: Trial by Jury           | Kriminalbetjent Olivia Benson | Episode: "Day"                                                   |
| 2010       | Kathy Griffin: My Life on the D-List | Sig selv                      | Episode: "Kathy with a Z"                                        |
| 2011       | Barefoot Contessa                    | Sig selv                      | Episode: "Sweet Charity"                                         |

### Film
| År   | Titel               | Rolle                 | Notater                   |
| ---- | ------------------- | --------------------- | ------------------------- |
| 1985 | Ghoulies            | Donna                 |                           |
| 1986 | Welcome to 18       | Joey                  |                           |
| 1987 | Jocks               | Nicole                |                           |
| 1988 | Mr. Universe        | Sig selv              | (Mickey Hargitays datter) |
| 1991 | Hard Time Romance   | Anita                 |                           |
| 1991 | The Perfect Weapon  | Jennifer              |                           |
| 1991 | Strawberry Road     | Jill Banner           |                           |
| 1993 | Bank Robber         | Marisa Benoit         |                           |
| 1995 | Leaving Las Vegas   | Prostitueret i en bar |                           |
| 1999 | Lake Placid         | Myra Okubo            |                           |
| 2001 | Perfume             | Darcy                 | som Mariska Hargitay      |
| 2006 | Tales from Earthsea | Tenar                 | Stemme                    |
| 2008 | The Love Guru       | Sig selv              | Cameo                     |

### Instruktør
| År   | Titel                             | Episode            | Notater         |
| ---- | --------------------------------- | ------------------ | --------------- |
| 2014 | Law & Order: Special Victims Unit | "Criminal Stories" | Instruktørdebut |

## Priser
Mariska er blevet nomineret til og har vundet adskillige priser bl.a. en Golden Globe i 2005 og en Emmy i 2006